# ROKS Cheonghaejin
Le ROKS Cheonghaejin (ASR-21) est un navire de sauvetage de sous-marins de la marine de la république de Corée, le navire de tête et le seul (à ce jour) navire de la classe Cheonghaejin. Il est nommé d’après le quartier général militaire de Cheonghaejin.

## Conception
Le ROKS Cheonghaejin est long de 102,8 m et a un déplacement de 3 200 tonnes (à vide) ou 4 300 tonnes, (à pleine charge). Sa vitesse maximale est de 18 nœuds. Il est capable d’opérer dans des vagues jusqu’à 2 m de creux.
Ses opérations comprennent le sauvetage de marins pris au piège dans des sous-marins, le soutien aux opérations navales pour les sous-marins, la recherche sous-marine et le soutien à la cartographie, ainsi que la récupération des navires coulés. Il est équipé d’un véhicule de sauvetage en immersion profonde (DSRV) qui fonctionne jusqu’à 1 600 pieds (500 mètres) et d’une chambre de décompression pouvant accueillir jusqu’à neuf personnes.
Une fois que les neuf sous-marins de la classe Son Won-yil auront été livrés à la marine de la république de Corée, un autre navire ASR de la même classe devrait être construit.

## Carrière
Le ROKS Cheonghaejin a été lancé le 18 octobre 1995 par Daewoo Shipbuilding & Marine Engineering et mis en service le 2 décembre 1996.
Il a récupéré en 1998 un sous-marin nord-coréen de classe Yugo.
Il a récupéré le patrouilleur 357 de classe Chamsuri qui a été coulé lors de l’affrontement naval en 2002 avec la Corée du Nord.

## Galerie

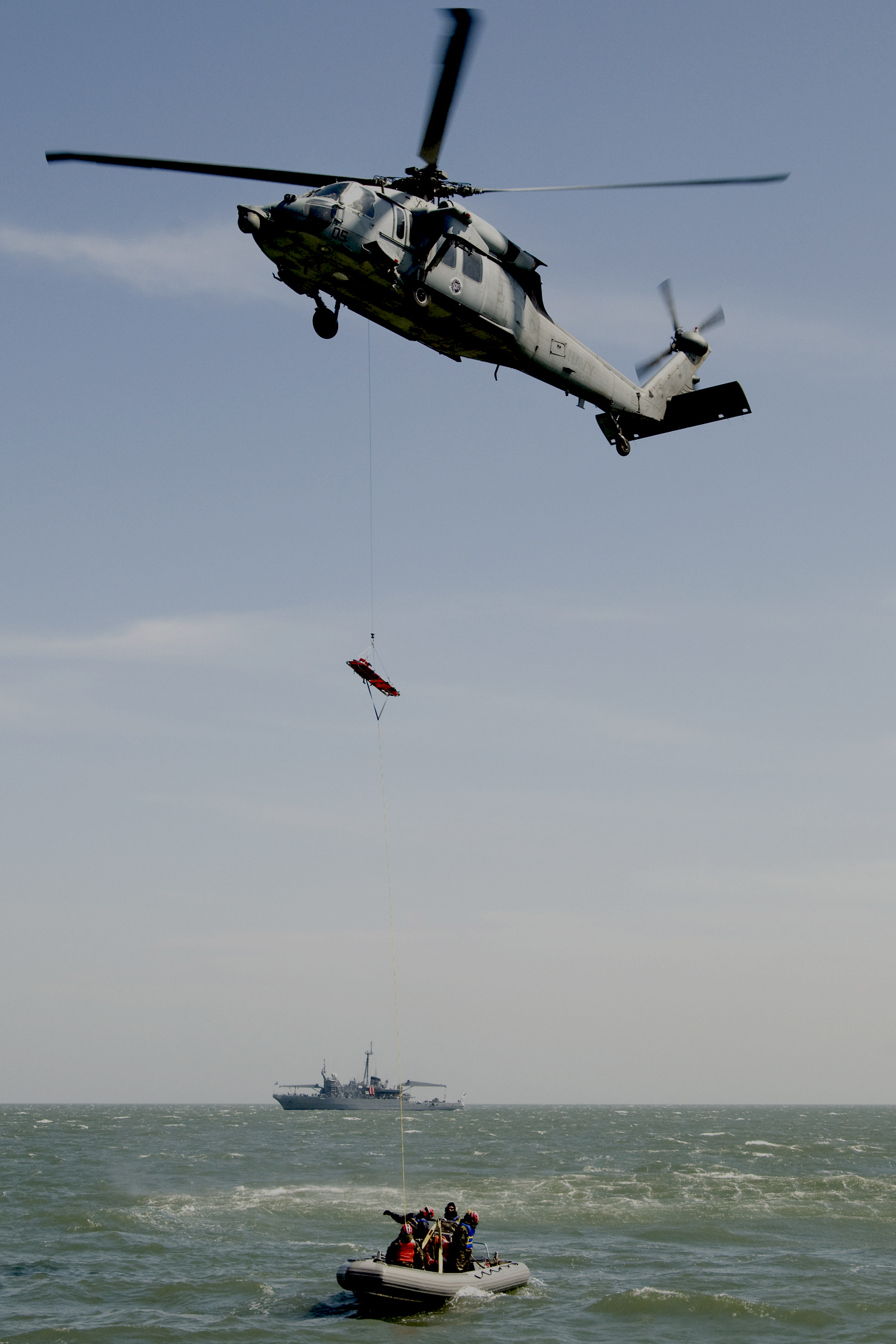
Le ROKS Gwangyang le 6 avril 2010
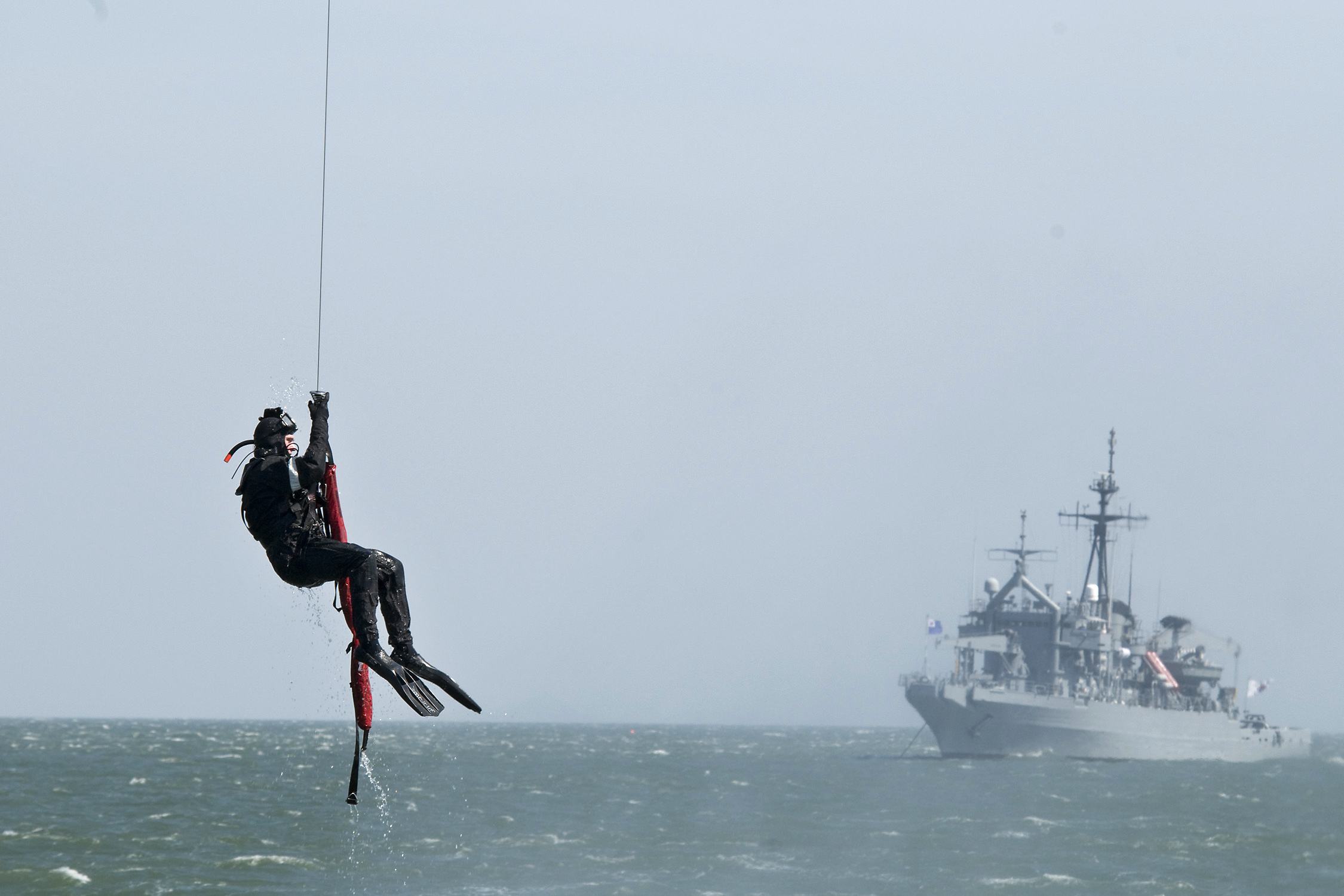
Un plongeur est récupéré par hélicoptère lors d’un exercice d’entraînement à l’évacuation médicale auquel participent les marines des États-Unis et de la République de Corée
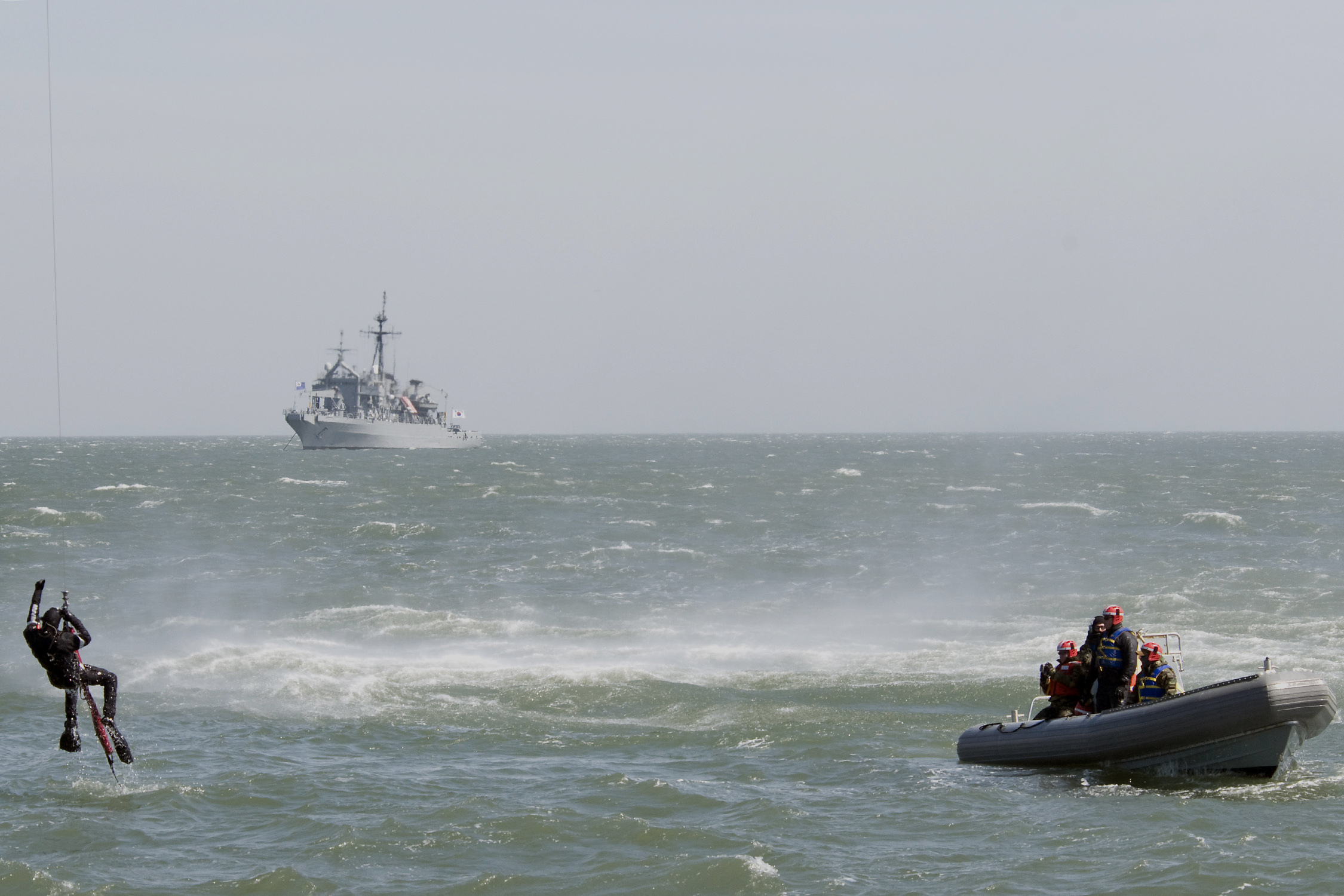
Activité en mer Jaune